# Katharina (opera)
Katherina is een romantische opera gecomponeerd door de Vlaamse componist Edgar Tinel met teksten geschreven door Eugeen de Lepeleer.
Deze dramatische legende in drie bedrijven en vier taferelen handelt over het leven van de Heilige Catharina van Alexandrië en werd voor de eerste maal uitgevoerd in de Koninklijke Muntschouwburg te Brussel op 27 februari 1909.
Het werk werd als muziekboek uitgegeven door Breitkopf & Härtel in 1908.